# Acanthoclinus matti
Acanthoclinus matti es una especie de peces de la familia Plesiopidae en el orden de los Perciformes.

## Distribución geográfica
Se encuentran en Nueva Zelanda.